# Федерація хокею Ірландії
Федерація хокею Ірландії (англ. Irish Ice Hockey Association, IIHA) — організація, яка займається проведенням на території Ірландії змагань з хокею із шайбою. Утворена у 1977 році, член ІІХФ з 26 вересня 1996 року. У країні 6 клубів, близько 428 гравців (більше 260 з них — дорослі), 4 Палаци спорту. 
Перший хокейний матч на ірландській землі був зіграний у грудні 1939 році у Белфасті між двома командами юніорів Вемблі «Террієрс» і «Колтс». Перший матч за участю ірландської команди був зіграний 21 квітня 1982 року у Дубліні між місцевим «Даблін Стагс» і британської командою «Ліверпуль Леопард» — 11:7. На початку 2000-х років хокейні команди існували у Дубліні, Дандолку, Каслереї і Колрейні. Найактивніша команда «Даблін Флайєрс». 
Ірландська хокейна ліга заснована у 2007 році та проіснувала до 2010 року. У чемпіонаті брали участь 6 клубів. Чемпіони Ірландії: «Дандолк Буллз» — 2008, «Летвієн Гокс» — 2009,  «Чарлзтаун Чифс» — 2010.
Збірна Ірландії перший офіційний матч провела 16 березня 2004 року у Рейк'явіку зі збірною Мексики (3:8). Збірна Ірландії в офіційних турнірах бере участь з 2004 року.
Найбільш відомі хокеїсти, які народилися в Ірландії і виступали у НХЛ: Боббі Кірк, Джим Макфедден, Семмі Мак-Манус, Джек Райлі.